# Nehemías 11

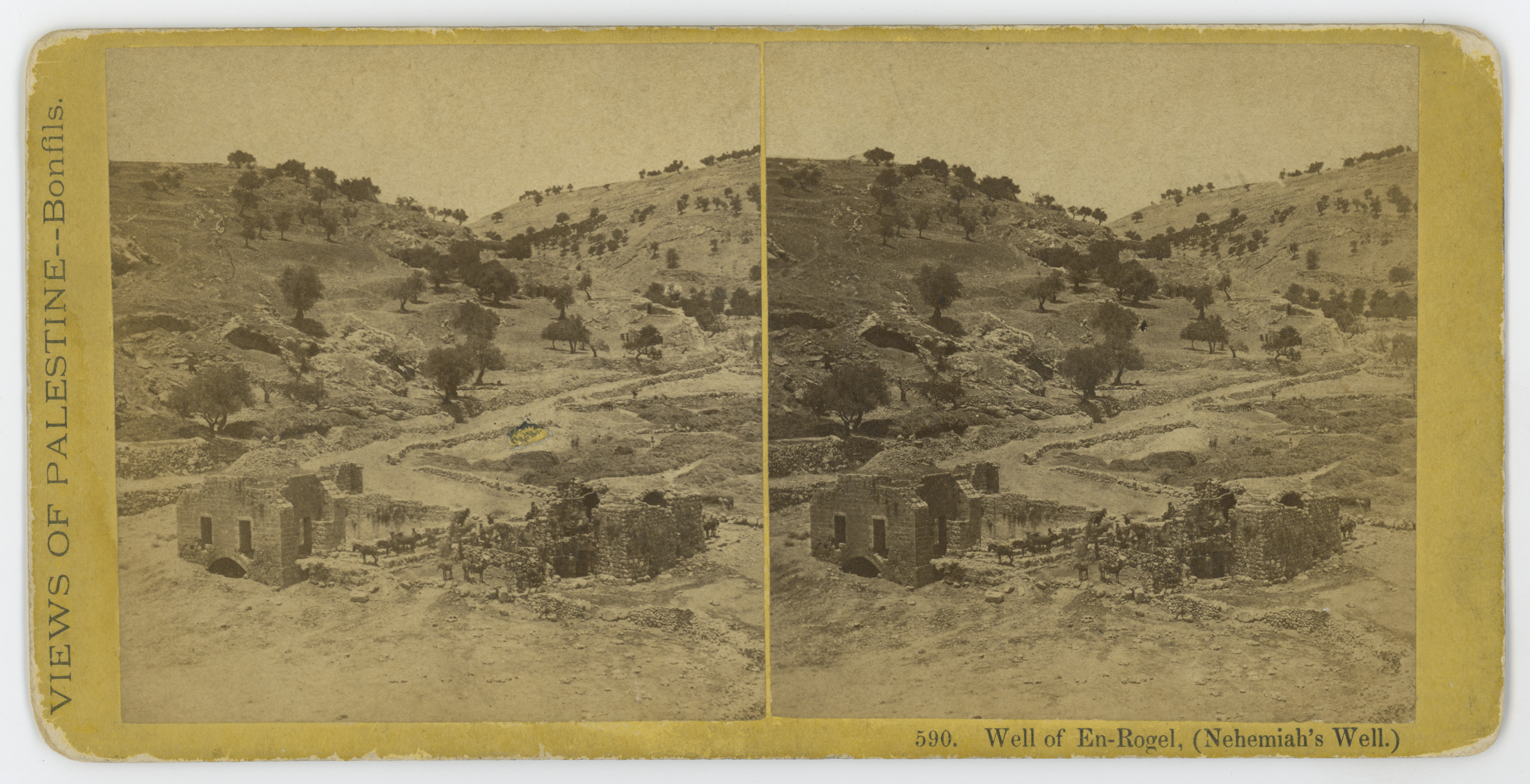
«Pozo de En-Rogel» (Pozo de Nehemías) hacia 1870, por Felix-Adrien Bonfils (1831-1885). Jerusalén, Israel.

Nehemías 11 es el decimoprimer capítulo del Libro de Nehemías del Antiguo Testamento de la Biblia cristiana, o el capítulo 11 del libro de Esdras-Nehemías en la Biblia hebrea, que trata el libro de Esdras y el libro de Nehemías como un solo libro. La tradición judía afirma que Esdras es el autor de Esdras-Nehemías, así como del Libros de las Crónicas, pero los eruditos modernos generalmente aceptan que un compilador del siglo V a. C. (el llamado «Cronista») es el autor final de estos libros. El capítulo describe la repoblación de Jerusalén. Judíos (4-6), benjamitas (7-9), sacerdotes (10-14), levitas (15-18), porteros (19) y «el resto de Israel» (20-21). Se asignan funciones en relación con el liderazgo, el mantenimiento y la oración en el Templo. El pueblo echa suertes y 1 de cada 10 se ofrece voluntario para vivir en la ciudad (siguiendo teniendo deberes militares) mientras que el resto repuebla las zonas circundantes (tema de la posesión de la tierra).

## Texto
El texto original de este capítulo está en lengua hebrea. Este capítulo está dividido en 36 versículos.

### Testigos textuales
Algunos manuscritos antiguos que contienen el texto de este capítulo en hebreo son del Texto masorético, que incluye el Códice de Leningrado (1008).
También existe una traducción al griego koiné conocida como la Septuaginta, realizada en los últimos siglos a. C. Entre los manuscritos antiguos existentes de la versión de la Septuaginta se encuentran el Códice Vaticano (B; {\displaystyle {\mathfrak {G}}}B; 4th century), Codex Sinaiticus (S; BHK: {\displaystyle {\mathfrak {G}}}S; 4th century), and Codex Alexandrinus (A; {\displaystyle {\mathfrak {G}}}A; 5th century).

## Repoblación de Judá (11:1-30)
Jerusalén, como capital de provincia, ya tenía una población considerable, pero en su mayoría de la clase dominante, cercana a los puestos de liderazgo. Se registró que Nehemías tenía 150 funcionarios cenando con él en Nehemiah 5:17. El comentarista anglicano H. E. Ryle se refiere a una sugerencia de que los gobernantes o príncipes, antes de que Nehemías se hiciera cargo del asunto, habían residido en el país.
Sin embargo, la ciudad necesitaba más población en general para crecer. Las personas que se trasladarían a Jerusalén se determinaron por sorteo, una de cada diez representantes de familia. La lista detallada (versículos 3-24) demuestra que cada grupo que vivía fuera de la ciudad estaba bien representado por familias que vivían dentro de sus murallas.

### Versículo 1
Y los gobernantes del pueblo se establecieron en Jerusalén: el resto del pueblo también echó suertes, para traer a uno de cada diez a vivir en Jerusalén, la ciudad santa, y nueve partes a vivir en otras ciudades..
Jerusalén también se llama «la Ciudad Santa» (versículo 18). Ryle señala que «la aparición de este título en las Escrituras puede ilustrarse con Isaías 48:2, «Porque se llaman a sí mismos de la ciudad santa» y Isaías 52:1, «Oh Jerusalén, ciudad santa»», véase también Daniel 9:24 y Joel 3:17. En el Nuevo Testamento aparece en Mateo 4:5 y Mateo 27:53, véase también Apocalipsis 11:2; Apocalipsis 21:2; Apocalipsis 21:10; Apocalipsis 22:19. La Nueva Traducción al Inglés explica que «la palabra «mano» se utiliza aquí en el sentido de una parte o porción».

### Versículo 16
Y Sabetai y Jozabad, de los jefes de los levitas, tenían la supervisión de los asuntos externos de la casa de Dios.
- «De los jefes»: hebreo: «que eran de los jefes».[15]
- «Casa» (como en hebreo): se refiere al «Templo».[16]

### Versículo 23
Porque era el mandamiento del rey concerniente a ellos, que una cierta porción debía ser para los cantantes, debida para cada día.
- «El mandamiento del rey concerniente a ellos»: hebreo: «el mandamiento del rey estaba sobre ellos».[18]
- «Una cierta porción»: o «parte fija».[19]
- «Debido para cada día»: hebreo: «una cosa de un día en su día».[20]

## Fuera de Jerusalén (11:25-36)
Esta parte recorre las viviendas judías fuera de Jerusalén con enclaves y asentamientos por todo el campo de Judea, enumerando las ciudades de Judá (versículos 25-30), las ciudades de Benjamín (versículos 31-35) y una nota sobre las viviendas de los levitas (versículo 36).

### Versículo 31
También los hijos de Benjamín de Geba habitaron en Michmash, Aija y Betel, y en sus aldeas;
- «También los hijos de»: el hebreo Texto masorético dice וּבְנֵי (ubene, «y los hijos de»), pero unos pocos manuscritos hebreos medievales y la Peshitta siríaca dicen וּמִבְּנֵי ('umibene', «y algunos de los descendientes de»; cf. Nueva Traducción Viviente).[23]

### Versículo 36
Y de los levitas había divisiones en Judá y en Benjamín.
Según Josué 21, a los levitas no se les dio tierra como herencia, ya que «su parte era el Señor y el honor de su servicio», sino que se les dio una parte de ciudades específicas entre las diversas tribus de Israel.

## Lecturas complementarias
- Blenkinsopp, Joseph, "Ezra-Nehemiah: A Commentary" (Eerdmans, 1988)
- Blenkinsopp, Joseph, "Judaism, the first phase" (Eerdmans, 2009)
- Coggins, R.J., "The Books of Ezra and Nehemiah" (Cambridge University Press, 1976)
- Ecker, Ronald L., "Ezra and Nehemiah", Ecker's Biblical Web Pages, 2007.
- Grabbe, L.L., "Ezra-Nehemiah" (Routledge, 1998)
- Grabbe, L.L., "A history of the Jews and Judaism in the Second Temple Period, Volume 1" (T&T Clark, 2004)
- Throntveit, Mark A. (1992) "Ezra-Nehemiah". John Knox Press